# Hans Würtz
Hans Würtz (* 18. Mai 1875 in Heide, Holstein als Johannes Hansen; † 13. Juli 1958 in Berlin) war einer der einflussreichsten und umstrittensten Protagonisten der „Krüppelpädagogik“ (Körperbehindertenpädagogik)  in der Zeit der Weimarer Republik.

## Leben

### Persönliche und berufliche Entwicklung
Hans Würtz war ein unehelich geborenes Kind. Sein Vater Johann Peter Würtz und seine Mutter Johanna Olufs, geb. Hansen, verstarben schon in seiner frühesten Kindheit, weshalb er bei einem Onkel auf der Insel Föhr aufwuchs. Zu seinen Pflegeeltern hatte er ein schlechtes Verhältnis. Er schlug auch das Angebot aus, in das Handelsgeschäft seines Onkels einzutreten. Stattdessen wollte Würtz Lehrer werden und sich hilfebedürftiger Kinder annehmen. Nach seiner Lehrerausbildung auf der Präparandenanstalt in Apenrade nahm er eine Stelle als Aushilfslehrer auf Föhr an. Aufgrund von Auseinandersetzungen mit Dozenten wurde er vom Lehrerseminar in Tondern, das er ab 1894 besuchte, vorzeitig entlassen. Durch gute Beziehungen bekam Würtz am Lehrerseminar in Eckernförde eine zweite Chance.
Nach erfolgreichem Abschluss der Ausbildung als Volksschullehrer 1902 widmete er sich engagiert seiner Tätigkeit als Volksschullehrer im Heidedorf Uk. Fuchs sagt, dass Würtz geradezu besessen vom Lehren schien. Er gründete einen Lese-Klub und einen Theaterverein und warnte als Mitglied des Guttemplerordens auf sonntäglichen Zügen von Dorf zu Dorf vor dem Alkoholgenuss. Nach einem Disziplinarverfahren, das wegen Unruhestiftung gegen ihn eingeleitet wurde und zu seinen Gunsten ausging, bekam er eine Gehaltserhöhung.

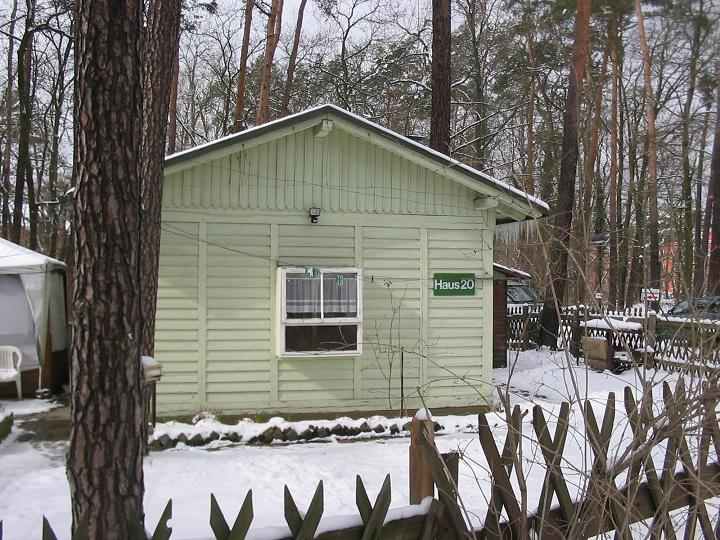
Oskar-Helene-Heim, Nebengebäude 20

Im Jahr 1904 wurde er als Volksschullehrer nach Altona berufen, wo er seine spätere Frau, Gertrud Nielson, kennenlernte, die er 1907 heiratete. In Hamburg entwickelte sich auch die langjährige Freundschaft zum Biosophen Willy Schlüter, mit dem er 1914 das Buch Uwes Sendung publizierte. Durch eine weitere Freundschaft zu der engagierten Frauenrechtlerin Anna Plothow erhielt er 1910 eine Stelle als Volksschullehrer in der Knabenschule in Berlin-Tegel und wurde schließlich 1911 an die Berliner Krüppel-Heil- und Erziehungsanstalt für Berlin-Brandenburg berufen. Aus dieser Anstalt ging das Oskar-Helene-Heim in Berlin-Zehlendorf hervor, an dem Würtz die Stelle des Erziehungsinspektors einnahm.
Hans Würtz baute gemeinsam mit dem Arzt Konrad Biesalski das Oskar-Helene-Heim auf, das unter der Leitung der beiden eine der größten orthopädischen Privatanstalten für Kinder und Jugendliche war. Es galt im ersten Drittel des 20. Jahrhunderts als Zentrum der Krüppelfürsorge in Deutschland und erwarb sich internationalen Ruf. In der Einrichtung war auch die Geschäftsstelle der Deutschen Vereinigung für Krüppelfürsorge e. V. und des Preußischen Landesverbandes für Krüppelfürsorge untergebracht.
Obwohl Würtz sowohl theoretische als auch praktische Erfahrungen in der Behindertenfürsorge fehlten, arbeitete er nun mit großem Engagement mit jungen körperbehinderten Menschen. Daneben war er noch als Referent tätig. So sprach er im September 1920 auf dem VI. Kongress für Krüppelfürsorge in Berlin über die „Seelenkundlichen Bedingungen für die erzieherische Arbeit in den verschiedenen Arten der Krüppelschulen, insbesondere im Kindergarten“:
„Der Redner schilderte, wie die psychischen Besonderheiten des Krüppeltums, die nicht auf Veranlagung beruhen, sondern erst infolge von Hemmungen im Bewusstseinsleben entstehen, besonders gute psychologische Beobachtungsgabe und seinen pädagogischen Takt beim Lehrenden erfordern. Den Kindergarten will Direktor Würtz von jeder Verstandesstarrheit bewahrt wissen. Seine Aufgabe ist es, unter Zuhilfenahme sinnespsychologischer Übungen, das sinnesscheue Krüppelkind in die bunte Welt des Sinneslebens einzuführen, seinen behinderten Lebensrhythmus auszugleichen und ihm zu helfen, die Welt der Gemeinschaft selbsttätig zu erobern.“
1928 wurde seine Ehe geschieden. Er heiratete noch im selben Jahr Rosalie von Molo.

### Behindertenarbeit
Würtz entwickelte von 1911 bis 1933 vor dem Hintergrund sozialdarwinistischer, eugenischer und rassenhygienischer Vorstellungen eine spezielle Pädagogik für körperbehinderte Menschen, die Krüppelpädagogik, welche auch von der Reformpädagogik geprägt war. In dieser produktivsten Phase seines Lebens entwickelte er alle Ideen zu seiner Krüppelpädagogik und Krüppelpsychologie. Seine Beobachtungen und die Konzepte, die sich daraus ergaben, legte er in der Zeitschrift für Krüppelfürsorge, deren Mitherausgeber er von 1915 bis 1933 war, dar.
Seit 1915 war er neben der Tätigkeit als Erziehungsinspektor auch als Verwaltungsdirektor des Oskar-Helene-Heims tätig und in Vereinen und Verbänden sowohl der Krüppel- als auch der Waisenfürsorge engagiert. Im Jahr 1930 verstarb der Orthopäde Konrad Biesalski. Würtz und Biesalski hatten viele Jahre partnerschaftlich und gleichberechtigt zusammengearbeitet und stimmten in ihrer Grundauffassung der Krüppelfürsorge sehr stark überein. Nach dem Tod Biesalskis war Würtz der wichtigste Repräsentant des Oskar-Helene-Heims.
Direkt nach Machtergreifung des NS-Regimes 1933 wurde Würtz als Volksfeind, Edelkommunist, Freimaurer, Philosemit und Pazifist verdächtigt, seines Amtes enthoben und verurteilt. Ihm wurde vorgeworfen, dass er „Missbrauch mit den Bildern Goebbels' betreibe“, weil er Joseph Goebbels 1932 in seinem Werk Zerbrecht die Krücken wegen dessen Klumpfußes gleich zweimal in den Listen berühmter Krüppel erwähnt hatte. Außerdem wurde ihm seit dem 15. Mai 1933 durch eine außerordentliche Mitgliederversammlung des Krüppel-, Heil- und Fürsorgevereins für Berlin-Brandenburg e. V. vorgeworfen, Spendengelder des Hilfebundes Oskar-Helene-Heim veruntreut und diese zur Finanzierung des Buches Zerbrecht die Krücken verwendet zu haben. Vor allem Hellmut Eckhardt, Geschäftsführer der „Deutschen Vereinigung für Krüppelfürsorge“, und der Lehrer Knabe warfen ihm die Veruntreuung von Geldern vor. Würtz' alte Kollegen Eckhardt und Knabe übernahmen dann führende Rollen in der Krüppelfürsorge, noch während Würtz in Untersuchungshaft saß.
Würtz wurde 1933 fristlos und ohne Pension entlassen und floh aufgrund von Warnungen Anfang April in die Tschechoslowakei. Er lebte dort in Prag bei seinem Freund und Kollegen Augustin Bartoš, der Arzt und Direktor des Prager Krüppelheims war.

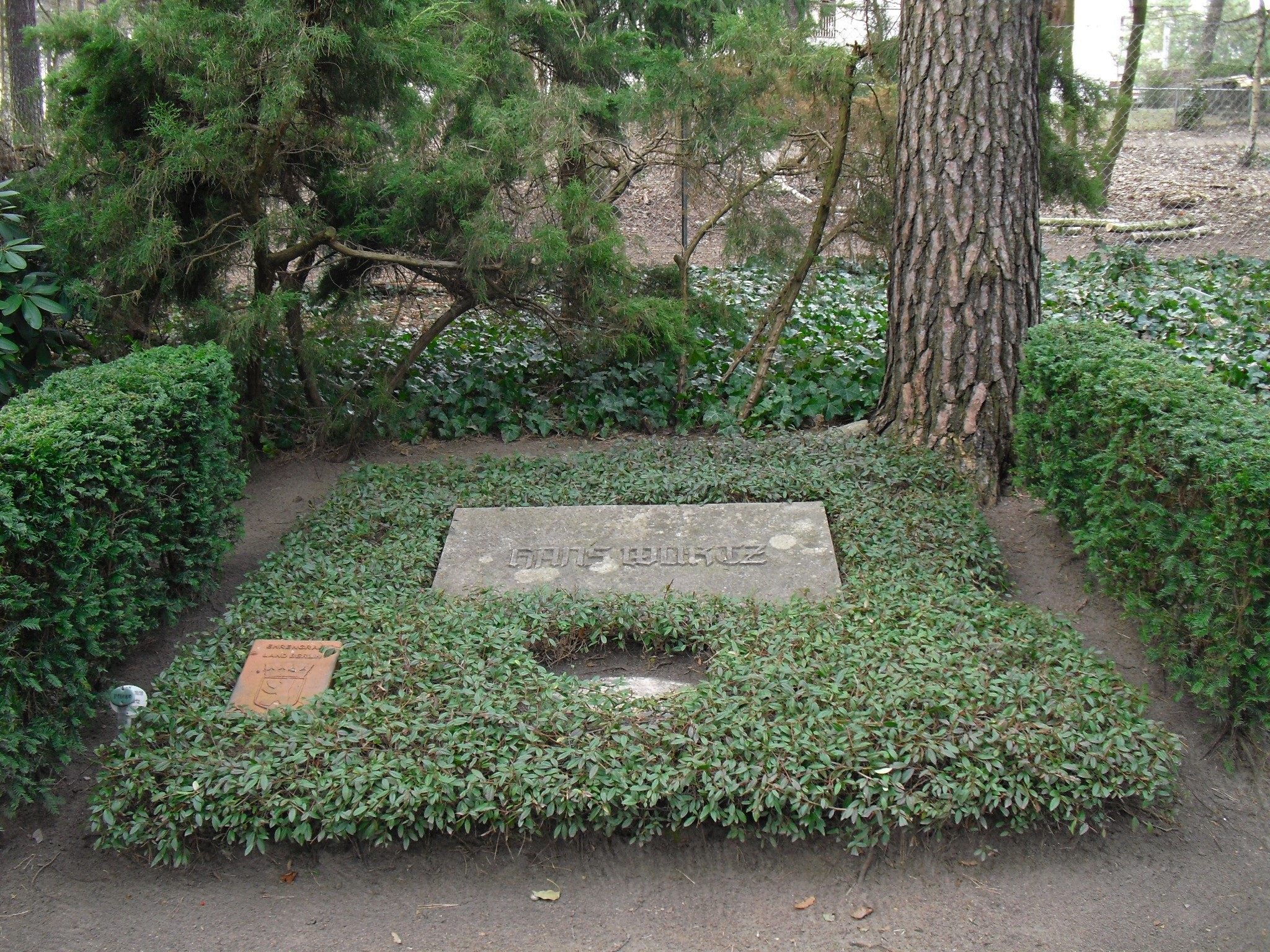
Grab von Hans Würtz auf dem Waldfriedhof Dahlem im Jahr 2006, damals ein Berliner Ehrengrab

Am 12. Mai 1933 kehrte er nach Berlin zurück, um sich gegen die Vorwürfe der Untreue und Verschwendung von Spendengeldern des Oskar-Helene-Heims zu wehren. Kurz nach seiner Ankunft wurde er in „Schutzhaft“ genommen und am 22. Januar 1934 zu einem Jahr Gefängnisstrafe mit Bewährung verurteilt. Am Tag der Haftentlassung verließ er Deutschland sofort wieder, nachdem er durch eine Erzieherin des Oskar-Helene-Heims eine Warnung erhalten hatte. Er ging erneut in die Tschechoslowakei und ließ sich zunächst in der sudetischen Stadt Neumark nieder. Von 1935 bis 1938 wechselte er mehrmals den Wohnort, bis er schließlich nach Wien ging.
1946 kam er erneut nach Berlin und stellte einen Antrag auf Straftilgung. Im Jahr 1947 wurde Würtz durch Aufhebung des Urteils von 1934 und der Tilgung seines Strafregisters rehabilitiert und übernahm 1949 den Posten des Kurators im Oskar-Helene-Heim.
Nach seinem Tod 1958 wurde er auf dem Waldfriedhof Dahlem bestattet. Seine Grabstätte war von 1992 bis 2014 als Ehrengrab der Stadt Berlin gewidmet.

## Werk

### Krüppelpädagogik
Am Beginn des 20. Jahrhunderts war der Begriff „Krüppel“ ein gängiger Terminus. Das Wort „Krüppel“ ist heute verpönt, da der Gebrauch stigmatisiert. In der Fachwelt einigte man sich darauf, andere Begriffe wie „Menschen mit Körperbehinderung“ oder „Handicap“ zu verwenden.
Würtz war ein Verfechter des Begriffs „Krüppel“. Er lehnte alle vorgeschlagenen Ersatzworte, wie beispielsweise „beschädigt“, „hilfsbedürftig“ oder „bresthaft“ ab, da diese nicht das bezeichnen, was in dem „Kraftwort“ Krüppel steckt. Dabei lieferte er eine rein lautmalerische Begründung:
Die Buchstaben 'Kr' sind krachend, aufreizend, hart und weisen Sentimentalität zurück. Das Doppel-P unterstreicht mit einem Zug von verschmitzter Keckheit das Trotzige des 'Kr'. Der Ausdruck Krüppel kennzeichnet treffend die Seele des Krüppels (Würtz 1934, Sp. 1484 f).
Die Krüppelbewegung benutzte dieses Wort als Geusenwort bei ihren Aktionen, wie dem Krüppeltribunal in Dortmund 1981, einer der wichtigsten Protestaktionen der autonomen deutschen Behindertenbewegung gegen das Internationale Jahr der Behinderten 1981, gegen Menschenrechtsverletzungen in Pflegeheimen, in Werkstätten für Behinderte und in der Psychiatrie.
Die Krüppelpädagogik gilt als historisches Fundament der Sondererziehung körperbehinderter Kinder und stellt die Basis der heutigen Sonderpädagogik dar. Das Konzept der einseitigen Anpassung bei der Integration von Menschen mit Körperbehinderung bildete beispielsweise, laut Petra Fuchs, bis Ende der 1980er Jahre den Grundstein ihrer Fürsorge und Erziehung.
Nach Fuchs betrachtete Würtz Menschen mit Körperbehinderung als „Minderwertige“, während er die professionellen „gesunden Krüppelpädagogen“ als „Höherwertige“ wahrnahm. Die Lösung des „Krüppelproblems“ mit dem Ziel der sozialen Eingliederung körperbehinderter Menschen lag nach Ansicht von Würtz in deren „Vermenschlichung“ und Anpassung an die „Kraftwerte der Gesunden“, ein Prozess, der sich seiner Ansicht nach nur unter Anleitung eines ethisch hoch stehenden „Krüppelerziehers“ vollziehen konnte, der „die Krüppel mit seiner eigenen Wesensfrische“ anstecke.
Würtz unternahm außerdem den Versuch, eine eigenständige Krüppelpsychologie zu begründen. Der von ihm geprägte Begriff der Krüppelseele und die daraus resultierende Krüppelseelenkunde entwickelte sich in den 1920er Jahren zu einem fachwissenschaftlichen Terminus. Der Begriff der Krüppelseele schuf die Basis für eine monokausale Verknüpfung zwischen körperlicher Behinderung und psychischer Abweichung, in der Art, dass Würtz annahm, dass in einem „Krüppelkörper“ auch eine „Krüppelseele“ stecken müsse. Würtz setzte die natürliche Überlegenheit „Gesunder“ gegenüber „Krüppeln“ als selbstverständlich voraus. Schon das „Krüppelkind“ lebe „gleichsam in einem künstlichen Ghetto“, da es z. B. an der Bewegungsfreudigkeit der „normalen“ Kinder nicht im gemeinsamen Spiel teilnehmen könne. Die Folge: das „Krüppelkind“ werde „gar zu leicht noch menschenscheu, argwöhnisch, misstrauisch, empfindlich, übeldeutend und neidisch. Es bilde[t] sich ein psychischer Mechanismus heraus“ (Würtz 1932, S. 65).
Die von Würtz unterstellten charakterlichen Mängel körperbehinderter Menschen beschrieb er als individuell verankerte Merkmale, die in und an den „Typen“ zu bekämpfen wären. Er sagte dazu:
„Der Krüppel steht in innerer Spannung gegen die Gesunden. Er hat andere Bewegungsgewohnheiten, andere Nöte, andere Sicherheiten und Ruhelagen. Er geht nicht gern aus sich heraus. Die unbefangene und unwillkürliche Art der Gemeinschaftsmenschen ist ihm oft peinlich. Sein Gemüt zerfließt nicht gern mit der allgemeinen Stimmung. Er ist Lebenskämpfer und rüstet innerlich nicht gern ab. Bekenntnisse ohne Misstrauen beschämen ihn: er ist stets argwöhnisch. Ein gutherziges Gönnen und Anerkennen bedrückt ihn gleichfalls: er ist neidisch. Harmlose Lebensfreude, die alles Gute vom Schicksal glaubt, stimmt ihn verdrießlich. Er hat schon zu viel Schmerzen gekostet und ist beständig gegen das Schicksal, das ihn zu kurz kommen ließ, auf der Hut. Kurzum: er ist gemeinschaftskrank!“ (Würtz 1921, S. 3).
Friedrich Malikowski, Mitglied und wichtiger Vertreter des „Selbsthilfebundes Körperbehinderter“ (auch als Perl-Bund bekannt), sowie sein Mitarbeiter Herbert Winkler warfen Würtz die Überbetonung einzelner Charakterzüge körperbehinderter Menschen ebenso vor wie sein rein phänomenologisches Vorgehen. Durch die Anwendung dieser Methode wurden die Lebensäußerungen von Menschen mit Körperbehinderung zu besonderer Bedeutung erhoben, während gleichwertige Äußerungen „Gesunder“ von Würtz nicht zu einem Vergleich herangezogen wurden. Winkler formulierte:
„Beim Krüppel ist die Motorik infolge seines abweichenden Körperbaues gestört, also mehr physisch als psychisch bedingt und kann deshalb nur mit großer Vorsicht zur Grundlage charakterologischer Urteile benutzt werden. Die alten und heute noch bestehenden Vorurteile gegen Krüppel aber übersehen diese völlig veränderte Voraussetzung und erklären sich somit aus einem Fehlschluss... Die Einstellung des Lehrers, Arztes oder Krüppelerziehers zum gebrechlichen Kinde und sein Verhalten ihm gegenüber darf sich daher nicht nur auf den äußeren Eindruck gründen“ (zit. n. Bergè 2005, S. 135 f).
Malikowski kritisiert weiter, dass Würtz keine Beziehung zwischen der seelischen Entwicklung von körperbehinderten Menschen und den gesellschaftlich gegebenen Bedingungen herstellte, unter denen sie aufwuchsen:
„Die Betrachtungsweise, die den Krüppel losgelöst von den Beziehungen zur Gemeinschaft nur als Untersuchungsobjekt nimmt, […] führt oft zu nicht sehr überzeugungskräftigen, wenig begründeten Urteilen.“
Hinweise auf eine „potentiell harmonische Entwicklung behinderter Kinder“ existierten in den zahlreichen Veröffentlichungen und mündlichen Äußerungen von Hans Würtz überhaupt nicht. Malikowski hingegen sah eine Wechselbeziehung zwischen der Existenz körperbehinderter Menschen einerseits und der Gesellschaft andererseits und legte Würtz eine „mehr soziologische Betrachtungsweise“  nahe.

### Sondererziehungszwang und Eingliederung
Hans Würtz und andere „Krüppelpädagogen“ hatten, so Petra Fuchs, schon aus berufspolitischer Sicht ein starkes Interesse am Ausbau der „Krüppelanstalten“, denn das Konzept der „Krüppelpädagogik“ war ohne die Einrichtungen und den Ausbau von „Krüppelheimen“ nach dem dreigliedrigen Prinzip – medizinische Behandlung, Erziehung und Unterricht sowie Berufsausbildung – nicht durchführbar.
In seinem Buch „Das Seelenleben des Krüppels“ sagt Würtz:
„Jedes schulfähige Krüppelkind gehört in eine besondere Krüppelschule, in der unter Berücksichtigung der verschiedenen Gebrechen nach bestimmten Methoden auf Grund einer besonderen Krüppelseelenkunde unterrichtet wird“ (Würtz 1921, S. 6).
Würtz war der Meinung, dass der „Krüppel“ für die Gemeinschaft erzogen werden muss und dass seine Arbeitsfähigkeit und -willigkeit die Hauptkriterien für seinen Wert darstellen:
„Nur die Arbeit adelt ihn [den Krüppel] zum Weltbereicherer, zum Spender eines Mehrbestandes an Form, Ordnung, Zusammenhang, den die Welt von sich aus, auch ohne seine Tat nicht gewonnen hätte. Sie macht ihn aus einem ohnmächtigen, mit sich und der Welt verfeindeten Sinnsucher, zum Sinngeber des Lebens.“ (Würtz 1921, S. ??).
Aus diesem Grund unterscheidet Würtz auch zwischen förderungswürdigen und -unwürdigen Krüppeln, denn die Gelder des Staates werden nur bei den Krüppeln nicht verschwendet, bei denen es möglich ist, sie vom „Almosenempfänger zum Steuerzahler“ (Biesalski) zu machen. Die Eingliederungsidee, die Würtz verfolgte, muss man deshalb also als assimilative Eingliederungsidee bezeichnen, bei der nur die körperbehinderten Menschen ihren Teil zur Eingliederung in die Gesellschaft beitragen sollten; die „Gesunden“ waren von dieser Eingliederungsarbeit nicht betroffen.

### Würtz' Stellung zur Eugenik
Die Bewertung von Würtz' Haltung und Mitverantwortung im Nationalsozialismus und beim Thema Eugenik ist unter Historikern, Pädagogen und Sonderpädagogen umstritten.

## Schriften (Auswahl)
- Uwes Sendung. Ein deutsches Erziehungsbuch mit besonderer Berücksichtigung der Krüppel, Leipzig 1914
- Der Wille siegt. Ein pädagogisch-kultureller Beitrag zur Kriegskrüppelfürsorge, 2 Bände, Berlin 1915
- Das deutsche Krüppelbilderbuch für Jung und Alt, Berlin 1916
- Sieghafte Lebenskämpfer, München 1919
- Das Seelenleben des Krüppels, Leipzig 1921
- Zerbrecht die Krücken. Krüppel-Probleme der Menschheit. Schicksalsstiefkinder aller Zeiten und Völker in Wort und Bild, Leipzig 1932
- Krüppel-Fürsorge und Krüppel-Seelenkunde. In: Adolf Dannemann (Hrsg.): Enzyklopädisches Handbuch der Heilpädagogik. Bd. I, Halle a. S. 1934, Sp. 1484–1500